# Пултні (містечко, Вермонт)
Пултні (англ. Poultney) — місто (англ. town) в США, в окрузі Ратленд штату Вермонт. Населення — 3020 осіб (2020).

## Демографія
Згідно з переписом 2010 року, у місті мешкали 3432 особи в 1250 домогосподарствах у складі 781 родини. Було 1670 помешкань
Расовий склад населення:
| - 95,8 % — білих - 1,3 % — чорних або афроамериканців - 0,7 % — азіатів - 0,2 % — корінних американців |

До двох чи більше рас належало 1,4 %. Частка іспаномовних становила 1,5 % від усіх жителів.
За віковим діапазоном населення розподілялося таким чином: 17,0 % — особи молодші 18 років, 68,8 % — особи у віці 18—64 років, 14,2 % — особи у віці 65 років та старші. Медіана віку мешканця становила 34,9 року. На 100 осіб жіночої статі у місті припадало 95,7 чоловіків;  на 100 жінок у віці від 18 років та старших — 93,4 чоловіків також старших 18 років.
Середній дохід на одне домашнє господарство  становив 59 719 доларів США (медіана — 49 417), а середній дохід на одну сім'ю — 73 943 долари (медіана — 71 429). Медіана доходів становила 43 611 долар для чоловіків та 33 242 долари для жінок. За межею бідності перебувало 12,5 % осіб, у тому числі 18,5 % дітей у віці до 18 років та 13,1 % осіб у віці 65 років та старших.
Цивільне працевлаштоване населення становило 1640 осіб. Основні галузі зайнятості: освіта, охорона здоров'я та соціальна допомога — 26,8 %, роздрібна торгівля — 17,9 %, мистецтво, розваги та відпочинок — 11,2 %, будівництво — 10,0 %.